# Las Palmeras, Oaxaca
Las Palmeras är en ort i Mexiko.   Den ligger i kommunen San Juan Bautista Valle Nacional och delstaten Oaxaca, i den sydöstra delen av landet, 300 km sydost om huvudstaden Mexico City. Las Palmeras ligger 326 meter över havet och antalet invånare är 144.
Terrängen runt Las Palmeras är kuperad österut, men västerut är den bergig. Las Palmeras ligger nere i en dal. Runt Las Palmeras är det ganska glesbefolkat, med 26 invånare per kvadratkilometer. Närmaste större samhälle är San Juan Bautista Valle Nacional, 8,8 km öster om Las Palmeras. I omgivningarna runt Las Palmeras växer i huvudsak städsegrön lövskog.